# Laura Hogendoorn
Laura Hogendoorn (Amsterdam, 23 maart 1986) is een Nederlandse tv-presentator.

## Loopbaan
Hogendoorn werkte van 2011 tot 2015 als verslaggever voor het televisieprogramma Goedemorgen Nederland (voorheen Vandaag de Dag) van Omroep WNL. Sinds oktober 2015 presenteert ze het Zapp Weekjournaal op NPO Zapp (NOS/NTR). Sinds het Zapp Weekjournaal is gestopt werkt ze als verslaggever bij het Jeugdjournaal.